# Hiwweltour Aulheimer Tal
Die Hiwweltour Aulheimer Tal ist ein vom Deutschen Wanderinstitut zertifizierter 13,3 km langer Rundwanderweg bei Flonheim in Rheinland-Pfalz. Der Weg führt durch das Naturschutzgebiet Aulheimer Tälchen. Neben dem offiziellen Startpunkt am Parkplatz an der Adelberghalle in Flonheim kann die Wanderung auch an der Geistermühle und in den Orten Bornheim und Lonsheim begonnen werden. Der Weg gehört zu den sogenannten „Hiwweltouren“, die neben dem Rheinterrassenweg und verschiedenen Themenwanderwegen zu den Wanderwegen in Rheinhessen gehören.

## Charakteristik
Der markierte Wanderweg führt Wanderer durch die rheinhessische Weinkulturlandschaft. Die Natur ist geprägt von Tälern mit Wiesen und Gräsern, Weinbergen, Waldstrecken und ortstypischen Sandsteinbrüchen. Charakteristisch für die Hiwweltour Aulheimer Tal sind die verschiedenen Aussichtspunkte, die einen Blick auf das Aulheimer Tal und die umliegende Region gewähren, die aufgrund der Vielzahl an Hügeln auch „Rheinhessische Schweiz“ genannt wird. Neben der weiträumigen Aussicht bietet auch der markante Flonheimer Trullo ein Motiv für Fotografien.

## Verlauf
Start und Ziel der Hiwweltour ist der Parkplatz an der Adelberghalle in Flonheim. Von dort aus verläuft der Wanderweg durch das Wiesbachtal zur Geistermühle, einem ehemaligen Mühlengehöft, das heute ein Weingut beherbergt. Danach geht die Tour ins Aulheimer Tal über, trifft dort auf vulkanische Andesitbrüche und folgt dem Aulheimer Graben bis hin zur Aulheimer Mühle, einer weiteren Gutsschänke. Von hier aus beginnt der Anstieg auf den Adelberg, an dessen Ende der Flonheimer Trullo liegt. Neben dem Trullo als Fotomotiv bieten hier Tische und Bänke die Gelegenheit für eine Rast. Nachdem der Weg das Aulheimer Tal hinter sich gelassen hat, führt er durch den Wald und anschließend zwischen Waldrand und Weinreben hinauf zur Oswaldhöhe. Von dort aus bietet sich ein Ausblick über den rheinhessischen Ort Bornheim. Anschließend verläuft der Weg erneut in den Wald hinein, wo er die ortstypischen Sandsteinbrüche passiert und wenig später mit dem Naturfreundehaus den letzten Etappenabschnitt erreicht. Der letzte Teil der Hiwweltour verläuft direkt durch die Weinberge zum jüdischen Friedhof von Flonheim, bevor eine Abzweigung zurück zum Ortskern führt. Möglichkeiten zum Einkehren befinden sich entlang des Wanderwegs oder in Flonheim in Restaurants und auf verschiedenen Weingütern.

## Sehenswürdigkeiten

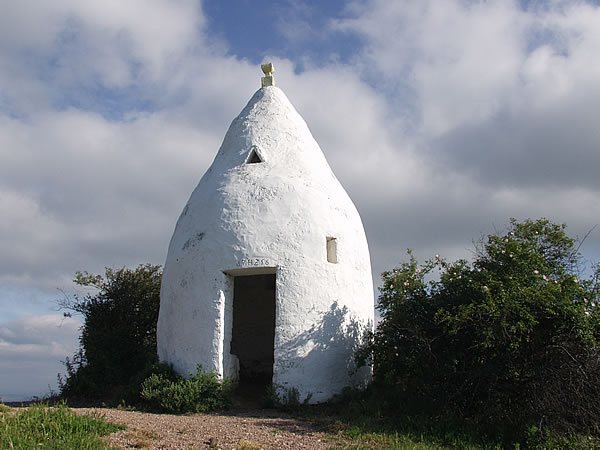
Flonheimer Trullo

- Flonheimer Trullo
- Jüdischer Friedhof
- Sandsteinbrüche
- Aussichtsturm Bornheim
- Lonsheimer Turm
- Naturfreundehaus
- Geistermühle
- Oswaldhöhe